# Bitva o Sevastopol (1854–1855)
Téměř rok trvající bitva o Sevastopol (od 17. října 1854 do 9. září 1855)  mezi ruskou armádou a vojsky koalice tvořené osmanskou říší a Západními spojenci (tj. Spojeným královstvím, Francií a Sardinským královstvím) představuje rozhodující bitvu Krymské války a jednu z nejslavnějších a nejdelších bitev ruské historie a 19. století. Osmanská říše a její západní spojenci v ní za cenu obrovských ztrát dobyli město a přinutili carské Rusko k přijetí nevýhodného pařížského míru.
Sevastopol nebyl zpočátku na jižní straně dostatečně opevněn. Proto byla v ústí přístavu potopena flotila ruských lodí a děla z lodí byla přemístěna na pevninu, kde byla pod vedením Eduarda Ivanoviče Totlebena narychlo zbudována opevnění. Na začátku obležení dne 17. října 1854 byl dělostřeleckou palbou z lodí protiruské koalice zabit viceadmirál Vladimir Alexejevič Kornilov (1806 –1854).    Nástupce Kornilova admirál Pavel Stepanovič Nachimov zde padl dne 12. července 1855. Od 17. srpna 1855 byl Sevastopol neustále bombardován, ruská vojska v noci z 8. do 9. září 1855 opustila město a 11. září 1855 Rusové potopili v sevastopolské zátoce své válečné loďstvo.
Bitva o Sevastopol se řadí mezi nejznámější bitvy historie a celá nebo v částech byla zobrazena na mnoha obrazech, v mnoha knihách a filmech. V samotném Sevastopolu ji připomíná např. Pomník potopeným lodím, Chrám svatého Mikuláše na Bratrském hřbitově či Panoráma Obrana Sevastopolu.